# Bir, Zaricine
Bir (în ucraineană Бір) este un sat în comuna Sernîkî din raionul Zaricine, regiunea Rivne, Ucraina.

## Demografie
Componența lingvistică a localității Bir
     Ucraineană (100%)
Conform recensământului din 2001, toată populația localității Bir era vorbitoare de ucraineană (100%).